# Маленькая Франция (Страсбург)
Маленькая Франция (фр. Petite France) — исторический квартал города Страсбурга на востоке Франции, расположенный в западной части острова Гранд-Иль.
В Старсбурге река Иль разделяется на несколько каналов, протекающих через ту часть города, которая в средние века считалась местом жительства кожевников, мельников и рыбаков, а ныне является одной из главных туристических достопримечательностей. Маленькая Франция является частью Гранд-Иль, внесённого в список Всемирного наследия ЮНЕСКО в 1988 году.
На северном берегу Иля, в самом центре квартала, находятся Maison des Tanneurs (дом гильдии кожевников) и площадь Бенжамена Зикса. От площади отходят несколько улиц, в том числе Rue du Bain-aux-Plantes и Rue des Dentelles с фахверковыми домами. На востоке они ведут к церкви Святого Фомы, главной лютеранской церкви города, а на западе обратно к Крытым мостам и старой церкви Святого Петра (фактически две церкви, протестантская и католическая, в одном здании).
Название «Маленькая Франция» дано не из патриотических или архитектурных соображений. Оно происходит от «приюта для больных сифилисом» (фр. Hospice des Vérolés), который был построен на этом острове в конце XV века для лечения больных сифилисом, который тогда назывался «французской болезнью» (нем. Franzosenkrankheit).